# Робърт Е. Вардеман
Робърт Е. Вардеман (на английски: Robert E. Vardeman) е плодовит американски писател на бестселъри в жанра научна фантастика, фентъзи, уестърн и хорър. Пише и под псевдонимите Даниъл Моран (Daniel Moran), Ф. Ж. Хейл (FJ Hale), Едуард С. Хъдсън (Edward S. Hudson), Виктор Епълтън (Victor Appleton), за уестърни Карл Ласитър (Karl Lassiter) и Джаксън Лоури (Jackson Lowry), и Пол Кениън (Paul Kenyon).

## Биография и творчество
Робърт Едуард Вардеман е роден на 6 януари 1947 г. в Пало Пинто, Тексас, САЩ.
Завършва Университета на Ню Мексико с бакалавърска степен по физика и магистърска степен по материалознание. Работи към държавните „Национални лаборатории Сандия“ към Министерството на енергетиката на САЩ в областта на физиката.
Започва писателската си кариера като автор на фензини в жанра научна фантастика, като през 1972 г. е номиниран за това за наградата „Хюго“.
Първият му роман „The Sandcats of Rhyl“ е публикуван през 1978 г. Пише под различни псевдоними. Автор е на редица романизации на касови фантастични филми.
Писателят е един от основателите на „Bubonicon“ – годишна конференция за научна фантастика в Албакърки.
Робърт Е. Вардеман живее със семейството си в Албакърки, Ню Мексико.

## Произведения
частична библиография

### Самостоятелни романи
- The Sandcats of Rhyl (1978)
- Intergalactic Orgy (1983)
- Road to the Stars (1988)
- Masters of Space (1990)
- Deathfall (1991)
- The Accursed (1994)
- The Stink of Flesh (2005)
- Moonlight in the Meg (2009)
- Hammer & Fangs: Choose Your Own Corpse Mystery (2010)
- Dragon Debt (2011)

### Серия „Войната на Пауърс“ (War of Powers) – с Виктор Милан
1. The Sundered Realm (1980)
2. The City in the Glacier (1980)
3. The Destiny Stone (1980)
4. The Fallen Ones (1982)
5. In the Shadow of Omizantrim (1982)
6. Demon of the Dark Ones (1982)
7. Ancient Heavens (1989)

### Серия „Кенотаф Роуд“ (Cenotaph Road)
1. Cenotaph Road (1983)
2. The Sorcerer's Skull (1983)
3. World of Mazes (1983)
4. Iron Tongue (1984)
5. Fire and Fog (1984)
6. Pillar of Night (1984)

### Серия „Ключове към рая“ (Keys to Paradise) – като Даниъл Моран
1. The Flame Key (1987)
2. Skeleton Lord's Key (1987)
3. Key of Ice and Steel (1988)

### Серия „Нефритовите демони“ (Jade Demons)
1. The Quaking Lands (1985)
2. The Frozen Waves (1985)
3. The Crystal Clouds (1985)
4. The White Fire (1986)

### Серия „Мечовете на Римлин“ (Swords of Raemllyn) – с Джордж Проктър
1. To Demons Bound (1985)
2. A Yoke of Magic (1985)
3. Blood Fountain (1985)
4. Death's Acolyte (1986)
5. The Beasts of the Mist (1986)
6. For Crown and Kingdom (1987)
7. Blade of the Conqueror (2010)
8. The Tombs of Abr'e (2011)
9. The Jewels of Life (2011)

### Участие в общи серии с други писатели

#### Серия „Стар Трек: Оригиналната серия“ (Star Trek: The Original Series)
3. The Klingon Gambit (1981)
12. Star Trek TOS – Бунтът на Ентърпрайс, Mutiny on the Enterprise (1983)
от серията има още 152 романа от различни автори

#### Серия „Магически събор“ (Magic The Gathering)
- Dark Legacy (1996)

от серията има още 25 романа от различни автори

#### Серия „Вор – Вихрушката“ (Vor – The Maelstrom)
5. Hell Heart (2000)
от серията има още 5 романа от различни автори

#### Серия „Технологични войни: Тъмните векове“ (BattleTech: Mechwarrior Dark Age)
3. The Ruins of Power (2003)
от серията има още 8 романа от различни автори

#### Серия „Сини кралства“ (Blue Kingdoms)
1. Buxom Buccaneers (2008) – с Пол Джинеси, Жан Рабе, Лорелай Шанън и Стивън Д. Съливан
от серията има още 14 романа от различни автори

### Новели
- Piraticals (2009)
- Soul Juggler (2009)
- Forbidden Names (2009)
- Star Spirit (2009)
- Along the Feathered Road (2009)
- Blood Lilies (2009)
- The Hostile Dark (2009)
- The Power and the Glory (2009)
- Star Fall (2010)
- Collider (2011)